# Luftvärdighet
Ett luftfartyg anses luftvärdigt, om det är konstruerat, byggt, utrustat och hållet i stånd på ett sådant sätt samt har sådana flygegenskaper att säkerhetens krav är uppfyllda. Detta anges i Luftfartslagen (1957:297), första avdelningen, 3:e kapitlet.
De fyra första paragraferna i 3:e kapitlet av Luftfartslagens första avdelning lyder (med länkar inlagda):
1 § Luftfartyg skall vara luftvärdiga och miljövärdiga när de används vid luftfart.
Ett luftfartyg anses luftvärdigt, om det är konstruerat, byggt, utrustat och hållet i stånd på ett sådant sätt samt har sådana flygegenskaper att säkerhetens krav är uppfyllda.
Ett luftfartyg anses miljövärdigt, om det är konstruerat, byggt, utrustat och hållet i stånd på ett sådant sätt att det inte orsakar skada genom buller eller luftförorening eller genom annan liknande störning. Ytterligare krav i fråga om luftfartygs miljövärdighet får inte ställas med stöd av miljöbalken. Lag (1998:818).
2 § Luftfartyg skall beträffande luftvärdigheten stå under tillsyn av Transportstyrelsen. Detsamma gäller tillbehör och reservdelar till luftfartyg och annan sådan utrustning för fartyg och ombordvarande som har betydelse för säkerheten.
Om regeringen  föreskriver det, får Transportstyrelsen uppdra åt särskild sakkunnig att sköta besiktning och tillsyn. Lag (2004:1093).
3 § När ett luftfartyg har visats vara luftvärdigt, utfärdar Transportstyrelsen ett bevis om detta (luftvärdighetsbevis). Beviset kan begränsas till att avse viss tid, viss luftfart eller luftfart inom visst område.
Ett luftvärdighetsbevis kan förnyas, om luftfartyget är luftvärdigt enligt de krav som gäller när förnyelsen skall ske.
Om regeringen föreskriver det, får Transportstyrelsen uppdra åt särskild sakkunnig att utfärda och förnya luftvärdighetsbevis. Lag (2004:1093).
4 § När ett svenskt luftfartyg används vid luftfart, skall det ha ett svenskt luftvärdighetsbevis eller ett utländskt sådant bevis som har godkänts av Transportstyrelsen.
Vid luftfart inom svenskt område skall utländska luftfartyg ha sådana luftvärdighetsbevis som anges i första stycket eller bevis som har utfärdats eller godkänts i en annan stat och som skall erkännas här i riket enligt avtal med den staten.
Om regeringen föreskriver det, kan Transportstyrelsen medge att ett luftfartyg får användas vid luftfart, även om villkoren i denna paragraf inte är uppfyllda. Lag (2004:1093).

## Fotnot
1. ↑   underförstått den svenska regeringen